# Consiglio regionale dell'Alta Normandia
Il Consiglio regionale dell'Alta Normandia (in francese Conseil régional de Haute-Normandie) è stata l'assemblea deliberativa della regione francese dell'Alta Normandia fino al 31 dicembre 2015, in seguito all'annessione di essa alla Bassa Normandia per formare la nuova regione Normandia.
Era composta da 47 membri e aveva sede a Rouen, nell'antica caserma Jeanne-d'Arc, edificio della fine del XVIII secolo, ampliato nel 2002 per riunire tutti i servizi della Regione in un unico sito.
Il suo ultimo presidente è stato Nicolas Mayer-Rossignol (PS), eletto il 14 ottobre 2014.